# Udinese Calcio 2009-2010
Questa voce raccoglie le informazioni riguardanti l'Udinese Calcio nelle competizioni ufficiali della stagione 2009-2010.

## Stagione
Nel periodo estivo, si registrano la cessione di Quagliarella e l'addio di Pietro Leonardi: il primo fa a ritorno a Napoli, mentre il secondo assume l'incarico di ds al Parma. Il posto di dg viene invece preso da Sergio Gasparin. In campionato, la squadra friulana ha un buon inizio toccando il quinto posto alla sesta giornata. Ma in seguito a 7 punti condite da due sole vittorie in 10 gare si ritrova a lottare per la salvezza: a dicembre, Marino viene esonerato e sostituito da De Biasi. Questi durerà fino a febbraio con soli sei punti ottenuti, lasciando poi l'incarico al suo stesso predecessore: una buona striscia di risultati nelle gare finali, tra cui il successo per 3-0 sulla Juventus e la prima vittoria in trasferta la giornata successiva contro il Livorno dopo trentatré turni, porta i bianconeri alla salvezza conquistata con due giornate di anticipo dopo il pareggio contro il Cagliari. Positiva è invece la stagione di Antonio Di Natale, il quale si laurea capocannoniere del torneo con 29 reti. In Coppa Italia, l'Udinese è tra le semifinaliste.

## Divise e sponsor
Lo sponsor tecnico per la stagione 2009-2010 è Lotto, mentre lo sponsor ufficiale è Dacia, entrambi confermati dall'anno precedente.
| Casa | Trasferta | Terza divisa |

## Organigramma societario
Area direttiva
- Presidente: Franco Soldati
- Presidente onorario: Giampaolo Pozzo
- Direttore: Franco Collavino
- Direttore Generale: Sergio Gasparin

Area marketing
- Ufficio marketing: HS01 srl

Area tecnica
- Allenatore: Pasquale Marino, poi Gianni De Biasi, poi Pasquale Marino
- Allenatore in seconda: Massimo Mezzini, poi Igor Charalambopoulos, poi Massimo Mezzini
- Preparatore atletico: Giovanni Petralia, Paolo Artico
- Preparatore dei portieri: Catello Senatore, poi Vinicio Bisioli, poi Catello Senatore

Area sanitaria
- Responsabile sanitario: Aldo Passelli
- Medici sociali: Claudio Rigo, Fabio Tenore

## Rosa
Aggiornata al 3 febbraio 2010
| N. |                      | Ruolo | Calciatore                      |
| -- | -------------------- | ----- | ------------------------------- |
| 1  | Venezuela (bandiera) | P     | Rafael Romo                     |
| 2  | Colombia (bandiera)  | D     | Cristián Zapata (vice capitano) |
| 3  | Cile (bandiera)      | C     | Mauricio Isla                   |
| 4  | Colombia (bandiera)  | C     | Juan Cuadrado                   |
| 5  | Nigeria (bandiera)   | C     | Christian Obodo                 |
| 6  | Italia (bandiera)    | P     | Emanuele Belardi                |
| 7  | Italia (bandiera)    | A     | Simone Pepe                     |
| 8  | Serbia (bandiera)    | C     | Dušan Basta                     |
| 9  | Italia (bandiera)    | A     | Bernardo Corradi                |
| 10 | Italia (bandiera)    | A     | Antonio Di Natale (capitano)    |
| 11 | Cile (bandiera)      | A     | Alexis Sánchez                  |
| 13 | Italia (bandiera)    | D     | Andrea Coda                     |
| 14 | Italia (bandiera)    | C     | Paolo Sammarco                  |
| 15 | Colombia (bandiera)  | D     | Ricardo Chará                   |
| 16 | Russia (bandiera)    | C     | Viktor Budjanskij               |
| 17 | Brasile (bandiera)   | A     | Alemão                          |
| 18 | Belgio (bandiera)    | C     | Ritchie Kitoko                  |
| 18 | Svezia (bandiera)    | D     | Andreas Landgren                |

| N. |                      | Ruolo | Calciatore             |
| -- | -------------------- | ----- | ---------------------- |
| 19 | Brasile (bandiera)   | D     | Felipe                 |
| 19 | Ghana (bandiera)     | C     | Emmanuel Agyemang-Badu |
| 20 | Ghana (bandiera)     | C     | Kwadwo Asamoah         |
| 21 | Italia (bandiera)    | C     | Gaetano D'Agostino     |
| 22 | Slovenia (bandiera)  | P     | Samir Handanovič       |
| 23 | Spagna (bandiera)    | C     | Jaime Romero           |
| 24 | Serbia (bandiera)    | D     | Aleksandar Luković     |
| 26 | Italia (bandiera)    | D     | Giovanni Pasquale      |
| 27 | Spagna (bandiera)    | A     | Alexandre Geijo        |
| 28 | Danimarca (bandiera) | C     | Niki Zimling           |
| 32 | Italia (bandiera)    | D     | Damiano Ferronetti     |
| 35 | Paraguay (bandiera)  | D     | Jonni Cabrera          |
| 66 | Svizzera (bandiera)  | C     | Ergün Berisha          |
| 80 | Italia (bandiera)    | D     | Maurizio Domizzi       |
| 83 | Italia (bandiera)    | A     | Antonio Floro Flores   |
| 84 | Italia (bandiera)    | C     | Francesco Lodi         |
| 86 | Brasile (bandiera)   | C     | Guilherme Siqueira     |
| 88 | Svizzera (bandiera)  | C     | Gökhan Inler           |

## Calciomercato

### Sessione estiva(dal 1/07 al 31/08)
| Acquisti | Acquisti           | Acquisti               | Acquisti       |
| R.       | Nome               | da                     | Modalità       |
| -------- | ------------------ | ---------------------- | -------------- |
| A        | Bernardo Corradi   | Reggina                | svincolato     |
| D        | Giovanni Pasquale  | Livorno                | riscatto comp. |
| A        | Leandro Caruso     | Godoy Cruz             | definitivo     |
| C        | Jaime Romero Gómez | Albacete               | definitivo     |
| D        | Juan Cuadrado      | Independiente Medellín | definitivo     |
| C        | Piermario Morosini | Vicenza                | riscatto comp. |
| C        | Ergün Berisha      | Grasshoppers           | definitivo     |
| P        | Rafael Romo        | Llaneros de Guanare    | definitivo     |
| D        | Jonathan Rossini   | Sampdoria              | compartecipaz. |
| D        | Allan Nyom         | Arles                  | definitivo     |
| A        | Wilson Cuero       | Millonarios            | definitivo     |
| C        | Ritchie Kitoko     | Albacete               | definitivo     |
| C        | Paolo Sammarco     | Sampdoria              | prestito       |
| C        | Francesco Lodi     | Empoli                 | prestito       |

| Cessioni | Cessioni            | Cessioni        | Cessioni          |
| R.       | Nome                | a               | Modalità          |
| -------- | ------------------- | --------------- | ----------------- |
| A        | Fabio Quagliarella  | Napoli          | definitivo        |
| C        | Roman Erëmenko      | Dinamo Kiev     | risoluzione comp. |
| A        | Barreto             | Bari            | compartecipaz     |
| A        | Antonio Langella    | Bari            | compartecipaz.    |
| D        | Igor Djuric         | Eupen           | prestito          |
| A        | Michele Paolucci    | Juventus        | risoluzione comp. |
| C        | Andrea Migliorini   | Livorno         | definitivo        |
| C        | Nicolás Corvetto    | Triestina       | prestito          |
| C        | Giovanni Formiconi  | Lumezzane       | prestito          |
| C        | Sakari Mattila      | Ascoli          | prestito          |
| C        | Antonio Marino      | Ascoli          | prestito          |
| A        | Flavio Lazzari      | Padova          | prestito          |
| C        | Antonio Candreva    | Livorno         | prestito          |
| C        | Fernando Tissone    | Sampdoria       | compartecipaz.    |
| D        | Jonathan Rossini    | Sassuolo        | prestito          |
| A        | Federico Laurito    | Huracán         | prestito          |
| C        | Giampiero Pinzi     | Chievo          | prestito          |
| D        | Alain Nef           | Triestina       | prestito          |
| C        | Abel Aguilar        | Real Saragozza  | prestito          |
| A        | Fernando Forestieri | Malaga          | prestito          |
| D        | Rosario Licata      | SPAL            | prestito          |
| C        | Juan Surraco        | Ancona          | prestito          |
| D        | Allan Nyom          | Granada         | prestito          |
| A        | Ferdinando Sforzini | Bari            | prestito          |
| P        | Jan Koprivec        | Gallipoli       | prestito          |
| A        | Leandro Caruso      | Vélez Sarsfield | prestito          |
| A        | Odion Ighalo        | Granada         | prestito          |
| C        | Kelwin Matute       | Cesena          | prestito          |
| A        | Mohammed Gulraiz    | Granada         | prestito          |
| C        | Andrea Mazzarani    | Crotone         | prestito          |
| A        | Fabián Orellana     | Xerez           | prestito          |
| C        | Piermario Morosini  | Reggina         | prestito          |
| A        | Sodinha             | Portogruaro     | prestito          |
| D        | Massimo Gotti       | Portogruaro     | prestito          |
| D        | Mohamadou Sissoko   | Eupen           | prestito          |
| A        | Thiago Schumacher   | Austria Vienna  | prestito          |
| A        | Jo Inge Berget      | Lyn Oslo        | prestito          |

### Sessione invernale(dal 2/01 al 1/02)
| Acquisti | Acquisti               | Acquisti         | Acquisti      |
| R.       | Nome                   | da               | Modalità      |
| -------- | ---------------------- | ---------------- | ------------- |
| C        | Jo Inge Berget         | Lyn Oslo         | fine prestito |
| D        | Andreas Landgren       | Helsingborg      | definitivo    |
| C        | Emmanuel Agyemang-Badu | Berekum Arsenal  | definitivo    |
| C        | Viktor Budjanskij      | Chimki           | fine prestito |
| A        | Alexandre Geijo        | Racing Santander | definitivo    |

| Cessioni | Cessioni                 | Cessioni            | Cessioni   |
| R.       | Nome                     | a                   | Modalità   |
| -------- | ------------------------ | ------------------- | ---------- |
| D        | Felipe                   | Fiorentina          | prestito   |
| C        | Ritchie Kitoko           | Granada             | prestito   |
| C        | Jo Inge Berget           | Strømsgodset        | prestito   |
| C        | Antonio Candreva         | Juventus            | prestito   |
| A        | Azian Innocent Tano      | Granada             | definitivo |
| C        | Ergün Berisha            | İstanbul Başakşehir | prestito   |
| C        | Felipe Diogo Monteiro    | Triestina           | prestito   |
| C        | Jani Virtanen            | TPS                 | definitivo |
| C        | Girolamo Provenzano      | Canavese            | prestito   |
| C        | Piermario Morosini       | Padova              | prestito   |
| A        | Ricardo Villar Rodriguez | Cremonese           | prestito   |

## Risultati

### Serie A

#### Girone di andata
| Arbitro: | Valeri (Roma) |

|                             |           |                            |
| Di Natale 45+3’ (rig.), 89’ | Marcatori | 42’ Paloschi 49’ Lucarelli |

| Arbitro: | Trefoloni (Siena) |

|                                     |           |               |
| Pazzini 11’ Mannini 45’ Cassano 83’ | Marcatori | 56’ Di Natale |

| Arbitro: | Bergonzi (Genova) |

|                                                 |           |                                 |
| Floro Flores 29’ Di Natale 55’, 69’ (rig.), 79’ | Marcatori | 12’ Morimoto 34’ (rig.) Mascara |

| Napoli 19 settembre 2009, ore 18:00 CEST 4ª giornata | Napoli            | 0 – 0 referto | Udinese | Stadio San Paolo (30946 spett.)\| Arbitro: \| Saccani (Mantova) \| |
| Arbitro:                                             | Saccani (Mantova) |               |         |                                                                    |

| Arbitro: | Banti (Livorno) |

|               |           |  |
| Di Natale 22’ | Marcatori |  |

| Arbitro: | Trefoloni (Siena) |

|                        |           |  |
| Di Natale 81’ Pepe 88’ | Marcatori |  |

| Arbitro: | Bergonzi (Genova) |

|                              |           |               |
| Stankovic 22’ Sneijder 90+3’ | Marcatori | 27’ Di Natale |

| Arbitro: | Pierpaoli (Firenze) |

|         |           |                                          |
| Lodi 8’ | Marcatori | 4’ Tiribocchi 69’ Valdès 73’ De Ascentis |

| Arbitro: | De Marco (Chiavari) |

|          |           |  |
| Bovo 87’ | Marcatori |  |

| Arbitro: | Damato (Barletta) |

|                       |           |              |
| Floro Flores 21’, 84’ | Marcatori | 42’ De Rossi |

| Arbitro: | Gervasoni (Mantova) |

|           |           |                  |
| Yepes 70’ | Marcatori | 27’ Floro Flores |

| Arbitro: | Russo (Nola) |

|  |           |            |
|  | Marcatori | 84’ Vargas |

| Arbitro: | Brighi (Cesena) |

|            |           |  |
| Grosso 51’ | Marcatori |  |

| Arbitro: | Ciampi (Roma) |

|                                |           |  |
| Di Natale 29’ Floro Flores 37’ | Marcatori |  |

| Arbitro: | Giannoccaro (Lecce) |

|                                 |           |                    |
| Adailton 27’ Di Vaio 65’ (rig.) | Marcatori | 47’ (pt) Di Natale |

| Arbitro: | Tommasi (Bassano del Grappa) |

|                           |           |                |
| Maccarone 66’ Ghezzal 90’ | Marcatori | 93’ D'Agostino |

| Arbitro: | Trefoloni (Siena) |

|                           |           |         |
| Sánchez 68’ Di Natale 70’ | Marcatori | 2’ Jeda |

| Arbitro: | Mazzoleni (Bergamo) |

|                           |           |  |
| Meggiorini 6’ Barreto 68’ | Marcatori |  |

| Arbitro: | Bergonzi (Genova) |

|               |           |              |
| Di Natale 27’ | Marcatori | 16’ Floccari |

#### Girone di ritorno
| Parma 17 gennaio 2010, ore 15:00 CET 20ª giornata | Parma              | 0 – 0 referto | Udinese | Stadio Ennio Tardini (15000 ca spett.)\| Arbitro: \| Baracani (Firenze) \| |
| Arbitro:                                          | Baracani (Firenze) |               |         |                                                                            |

| Arbitro: | Russo (Nola) |

|                              |           |                                          |
| Di Natale 6’ (rig.) Isla 45’ | Marcatori | 26’ (rig.) Pazzini 57’ Pozzi 71’ Semioli |

| Arbitro: | Romeo (Verona) |

|               |           |                  |
| Biagianti 80’ | Marcatori | 32’ Floro Flores |

| Arbitro: | Damato (Barletta) |

|                        |           |            |
| Di Natale 7’, 91’, 93’ | Marcatori | 22’ Maggio |

| Arbitro: | Celi (Campobasso) |

|                            |           |                                |
| Huntelaar 7’, 57’ Pato 39’ | Marcatori | 46’ Floro Flores 86’ Di Natale |

| Arbitro: | Rosetti (Torino) |

|                                         |           |  |
| Acquafresca 30’, 53’ (rig.) Palacio 64’ | Marcatori |  |

| Arbitro: | Bergonzi (Genova) |

|                              |           |                                    |
| Pepe 2’ Di Natale 52’ (rig.) | Marcatori | 6’ Balotelli 21’ Maicon 45’ Milito |

| Bergamo 7 marzo 2010, ore 15:00 CET 27ª giornata | Atalanta            | 0 – 0 referto | Udinese | Stadio Atleti Azzurri d'Italia (ca 22000 spett.)\| Arbitro: \| Giannoccaro (Lecce) \| |
| Arbitro:                                         | Giannoccaro (Lecce) |               |         |                                                                                       |

| Arbitro: | Tagliavento (Terni) |

|                                   |           |                          |
| Floro Flores 44’, 65’ Asamoah 71’ | Marcatori | 51’ Simplicio 80’ Cavani |

| Arbitro: | Pierpaoli (Firenze) |

|                                       |           |                           |
| Toni 16’ Vučinić 23’, 66’ (rig.), 82’ | Marcatori | 38’ (rig.), 61’ Di Natale |

| Udine 24 marzo 2010, ore 20:45 CET 30ª giornata | Udinese             | 0 – 0 referto | Chievo | Stadio Friuli (9400 spett.)\| Arbitro: \| Mazzoleni (Bergamo) \| |
| Arbitro:                                        | Mazzoleni (Bergamo) |               |        |                                                                  |

| Arbitro: | Gava (Conegliano) |

|                                                  |           |          |
| Vargas 36’ Gilardino 56’ Santana 68’ Jovetic 85’ | Marcatori | 41’ Pepe |

| Arbitro: | Rocchi (Firenze) |

|                                   |           |  |
| Sánchez 9’ Pepe 65’ Di Natale 76’ | Marcatori |  |

| Arbitro: | Brighi (Cesena) |

|  |           |                          |
|  | Marcatori | 9’ Sánchez 35’ Di Natale |

| Arbitro: | Morganti (Ascoli Piceno) |

|               |           |                  |
| Di Natale 91’ | Marcatori | 4’ (aut.) Zapata |

| Arbitro: | Rosetti (Torino) |

|                                                |           |            |
| Pepe 18’, 42’ Sánchez 61’ Di Natale 81’ (rig.) | Marcatori | 40’ Calaiò |

| Arbitro: | Ciampi (Roma) |

|                      |           |                           |
| Lazzari 15’ Jeda 58’ | Marcatori | 26’ Di Natale 28’ Sánchez |

| Arbitro: | Pinzani (Empoli) |

|                             |           |                                   |
| Di Natale 21’, 63’ Pepe 26’ | Marcatori | 18’ Barreto 38’ Koman 93’ Almirón |

| Arbitro: | Guida (Torre Annunziata) |

|                                           |           |               |
| Hitzlsperger 16’ Floccari 45’ Brocchi 53’ | Marcatori | 30’ Di Natale |

### Coppa Italia

#### Fase finale
| Arbitro: | Tozzi (Ostia) |

|                             |           |  |
| Lodi 44’ (rig.) Corradi 61’ | Marcatori |  |

| Arbitro: | Gervasoni (Mantova) |

|  |           |           |
|  | Marcatori | 56’ Inler |

| Arbitro: | Bergonzi (Genova) |

|                       |           |  |
| Vučinić 12’ Mexes 40’ | Marcatori |  |

| Arbitro: | Banti (Livorno) |

|             |           |  |
| Sánchez 81’ | Marcatori |  |

## Statistiche
Statistiche aggiornate al 15 maggio 2010

### Statistiche di squadra
| Competizione | Punti | In casa | In casa | In casa | In casa | In casa | In casa | In trasferta | In trasferta | In trasferta | In trasferta | In trasferta | In trasferta | Totale | Totale | Totale | Totale | Totale | Totale | DR |
| Competizione | Punti | G       | V       | N       | P       | Gf      | Gs      | G            | V            | N            | P            | Gf           | Gs           | G      | V      | N      | P      | Gf     | Gs     | DR |
| ------------ | ----- | ------- | ------- | ------- | ------- | ------- | ------- | ------------ | ------------ | ------------ | ------------ | ------------ | ------------ | ------ | ------ | ------ | ------ | ------ | ------ | -- |
| Serie A      | 44    | 19      | 10      | 5       | 4       | 37      | 24      | 19           | 1            | 6            | 12           | 16           | 34           | 38     | 11     | 11     | 16     | 53     | 58     | -5 |
| Coppa Italia | -     | 2       | 2       | 0       | 0       | 3       | 0       | 2            | 1            | 0            | 1            | 1            | 2            | 4      | 3      | 0      | 1      | 4      | 2      | +2 |
| Totale       | -     | 21      | 12      | 5       | 4       | 40      | 23      | 21           | 2            | 6            | 13           | 17           | 36           | 42     | 14     | 11     | 17     | 57     | 60     | -3 |

### Andamento in campionato
| Giornata  | 1 | 2  | 3 | 4  | 5 | 6 | 7 | 8  | 9  | 10 | 11 | 12 | 13 | 14 | 15 | 16 | 17 | 18 | 19 | 20 | 21 | 22 | 23 | 24 | 25 | 26 | 27 | 28 | 29 | 30 | 31 | 32 | 33 | 34 | 35 | 36 | 37 | 38 |
| --------- | - | -- | - | -- | - | - | - | -- | -- | -- | -- | -- | -- | -- | -- | -- | -- | -- | -- | -- | -- | -- | -- | -- | -- | -- | -- | -- | -- | -- | -- | -- | -- | -- | -- | -- | -- | -- |
| Luogo     | C | T  | C | T  | C | C | T | C  | T  | C  | T  | C  | T  | C  | T  | T  | C  | T  | C  | T  | C  | T  | C  | T  | T  | C  | T  | C  | T  | C  | T  | C  | T  | C  | C  | T  | C  | T  |
| Risultato | N | P  | V | N  | V | V | P | P  | P  | V  | N  | P  | P  | V  | P  | P  | V  | P  | N  | N  | P  | N  | V  | P  | P  | P  | N  | V  | P  | N  | P  | V  | V  | N  | V  | N  | N  | P  |
| Posizione | 8 | 14 | 7 | 12 | 7 | 5 | 7 | 12 | 13 | 11 | 13 | 14 | 14 | 12 | 14 | 14 | 14 | 14 | 14 | 14 | 14 | 14 | 14 | 15 | 15 | 16 | 16 | 16 | 16 | 17 | 17 | 15 | 15 | 15 | 14 | 14 | 12 | 15 |

Legenda:

Luogo: C = Casa; T = Trasferta. Risultato: V = Vittoria; N = Pareggio; P = Sconfitta.

### Statistiche dei giocatori
| Giocatore       | Serie A  | Serie A | Serie A     | Serie A    | Coppa Italia | Coppa Italia | Coppa Italia | Coppa Italia | Totale   | Totale | Totale      | Totale     |
| Giocatore       | Presenze | Reti    | Ammonizioni | Espulsioni | Presenze     | Reti         | Ammonizioni  | Espulsioni   | Presenze | Reti   | Ammonizioni | Espulsioni |
| --------------- | -------- | ------- | ----------- | ---------- | ------------ | ------------ | ------------ | ------------ | -------- | ------ | ----------- | ---------- |
| K. Asamoah      | 25       | 1       | 2           | 0          | 2            | 0            | 0            | 0            | 27       | 1      | 2           | 0          |
| E. Badu         | 5        | 0       | 0           | 0          | -            | -            | -            | -            | 5        | 0      | 0           | 0          |
| D. Basta        | 16       | 0       | 3           | 1          | -            | -            | -            | -            | 16       | 0      | 3           | 1          |
| E. Belardi      | -        | -       | -           | -          | 1            | 0            | 0            | 0            | 1        | 0      | 0           | 0          |
| V. Budjanskij   | -        | -       | -           | -          | -            | -            | -            | -            | -        | -      | -           | -          |
| R. Chará        | -        | -       | -           | -          | 1            | 0            | 0            | 0            | 1        | 0      | 0           | 0          |
| A. Coda         | 26       | 0       | 7           | 0          | 3            | 0            | 0            | 0            | 29       | 0      | 7           | 0          |
| B. Corradi      | 19       | 0       | 1           | 0          | 2            | 1            | 0            | 0            | 21       | 1      | 1           | 0          |
| J. Cuadrado     | 11       | 0       | 3           | 0          | 1            | 0            | 0            | 0            | 12       | 0      | 3           | 0          |
| G. D'Agostino   | 20       | 1       | 3           | 0          | 2            | 0            | 2            | 0            | 22       | 1      | 5           | 0          |
| A. Di Natale    | 35       | 29      | 6           | 0          | 3            | 0            | 0            | 0            | 38       | 29     | 6           | 0          |
| M. Domizzi      | 13       | 0       | 4           | 0          | -            | -            | -            | -            | 13       | 0      | 4           | 0          |
| Felipe          | 3        | 0       | 2           | 0          | -            | -            | -            | -            | 3        | 0      | 2           | 0          |
| D. Ferronetti   | 12       | 0       | 3           | 0          | 2            | 0            | 0            | 0            | 14       | 0      | 3           | 0          |
| A. Floro Flores | 32       | 9       | 6           | 0          | 2            | 0            | 0            | 0            | 34       | 9      | 6           | 0          |
| A. Geijo        | 4        | 0       | 0           | 0          | 1            | 0            | 0            | 0            | 5        | 0      | 0           | 0          |
| S. Handanovič   | 37       | -56     | 4           | 0          | 3            | -2           | 0            | 0            | 40       | -58    | 4           | 0          |
| G. Inler        | 33       | 0       | 6           | 0          | 4            | 1            | 0            | 0            | 37       | 1      | 6           | 0          |
| M. Isla         | 30       | 1       | 5           | 1          | 3            | 0            | 1            | 0            | 33       | 1      | 6           | 1          |
| F. Lodi         | 19       | 1       | 1           | 0          | 2            | 1            | 1            | 0            | 21       | 2      | 2           | 0          |
| A. Lukovic      | 34       | 0       | 8           | 0          | 3            | 0            | 0            | 0            | 37       | 0      | 8           | 0          |
| C. Obodo        | 1        | 0       | 0           | 0          | -            | -            | -            | -            | 1        | 0      | 0           | 0          |
| G. Pasquale     | 22       | 0       | 7           | 0          | 3            | 0            | 0            | 0            | 25       | 0      | 7           | 0          |
| S. Pepe         | 32       | 7       | 5           | 0          | 4            | 0            | 0            | 0            | 36       | 7      | 5           | 0          |
| J. Romero       | 4        | 0       | 0           | 0          | -            | -            | -            | -            | 4        | 0      | 0           | 0          |
| R. Romo         | 1        | -3      | 0           | 0          | -            | -            | -            | -            | 1        | -3     | 0           | 0          |
| P. Sammarco     | 26       | 0       | 4           | 0          | 4            | 0            | 0            | 0            | 30       | 0      | 4           | 0          |
| A. Sanchez      | 32       | 5       | 4           | 0          | 4            | 1            | 1            | 0            | 36       | 6      | 5           | 0          |
| G. Siqueira     | 3        | 0       | 0           | 0          | -            | -            | -            | -            | 3        | 0      | 0           | 0          |
| C. Zapata       | 31       | 0       | 8           | 1          | 4            | 0            | 0            | 0            | 35       | 0      | 8           | 1          |
| N. Zimling      | 1        | 0       | 1           | 0          | 1            | 0            | 0            | 0            | 2        | 0      | 1           | 0          |